# PenTile
La matriz PenTile es una familia de esquemas de matriz de subpíxeles patentados que se utilizan en pantallas de dispositivos electrónicos. PenTile es una marca comercial de Samsung. Las matrices PenTile se utilizan en pantallas AMOLED y LCD.
Estos diseños de subpíxeles están diseñados específicamente para funcionar con algoritmos patentados para la representación de subpíxeles integrados en el controlador de pantalla, lo que permite la compatibilidad plug and play con los paneles de franjas RGB (rojo, verde y azul) convencionales.

## Descripción general

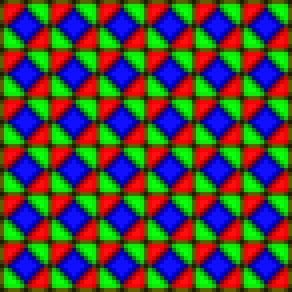
Prototipo de geometría de celda repetida de cinco subpíxeles de PenTile Matrix (diagrama ampliado)

"PenTile Matrix" (un neologismo de penta-, que significa "cinco" en griego y mosaico) describe el diseño geométrico de la disposición prototípica de subpíxeles desarrollada a principios de la década de 1990. El diseño consta de un quincunce que consta de dos subpíxeles rojos, dos subpíxeles verdes y un subpíxel azul central en cada celda unitaria. Se inspiró en la biomimética de la retina humana, que tiene un número casi igual de células cónicas de tipo L y M, pero significativamente menos conos S. Como los conos S son los principales responsables de percibir los colores azules, que no afectan de forma apreciable la percepción de la luminancia, reducir el número de subpíxeles azules con respecto a los subpíxeles rojos y verdes en una pantalla no reduce la calidad de la imagen. Sin embargo, el diseño puede causar una distorsión de la imagen de fuga de color, que se puede reducir con filtros. En algunos casos, el diseño reduce el muaré y los bloques en comparación con los diseños RGB convencionales. El diseño de PenTile está diseñado específicamente para funcionar y depender de la representación de subpíxeles que usa solo un subpíxel y cuarto por píxel, en promedio, para representar una imagen. Es decir, cualquier píxel de entrada dado se asigna a un píxel lógico centrado en rojo o a un píxel lógico centrado en verde.

### Historia
PenTile fue inventado por Candice H. Brown Elliott, por lo que recibió el premio Otto Schade de la Society for Information Display en 2014. La tecnología fue licenciada por la empresa Clairvoyante desde 2000 hasta 2008, tiempo durante el cual varios prototipos de pantallas PenTile fueron desarrollados por un número de fabricantes asiáticos de pantallas de cristal líquido (LCD). En marzo de 2008, Samsung Electronics adquirió los activos PenTile IP de Clairvoyante. Luego, Samsung fundó una nueva empresa, Nouvoyance, Inc., para continuar con el desarrollo de la tecnología PenTile.

## PenTile RGBG

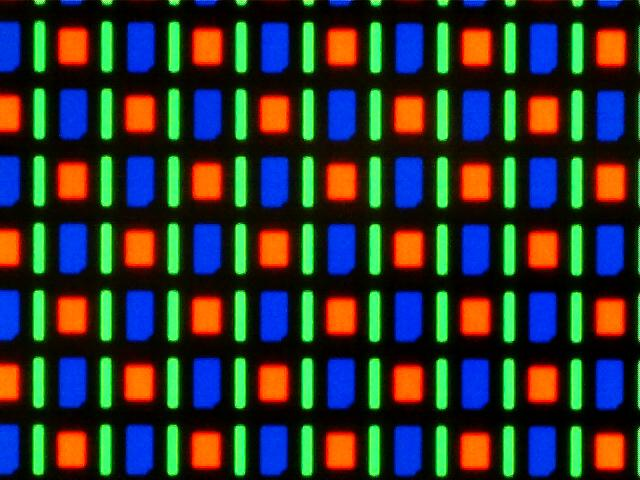
Imagen ampliada de la pantalla AMOLED en el teléfono inteligente Google Nexus One usando el sistema RGBG de la familia de matrices PenTile

El diseño PenTile RGBG utilizado en AMOLED y las pantallas de plasma utiliza píxeles verdes intercalados con píxeles rojos y azules alternos. El ojo humano es más sensible al verde, especialmente para la información de luminancia de alta resolución. Los subpíxeles verdes se asignan a los píxeles de entrada uno a uno. Los subpíxeles rojo y azul se submuestrean, reconstruyendo la señal cromática a una resolución más baja. La señal de luminancia se procesa mediante filtros de reproducción de subpíxeles adaptativos para optimizar la reconstrucción de frecuencias espaciales altas a partir de la imagen de entrada, en la que los subpíxeles verdes proporcionan la mayor parte de la reconstrucción. Los subpíxeles rojo y azul son capaces de reconstruir las frecuencias espaciales horizontales y verticales, pero no las más altas de la diagonal. La información diagonal de alta frecuencia espacial en los canales rojo y azul de la imagen de entrada se transfiere a los subpíxeles verdes para la reconstrucción de la imagen. Por lo tanto, el esquema RG-BG crea una pantalla a color con un tercio menos de subpíxeles que un esquema RGB-RGB tradicional pero con la misma resolución de pantalla de luminancia medida. Esto es similar al mosaico de Bayer comúnmente utilizado en las cámaras digitales

### Dispositivos
A partir de 2021, "casi todas las pantallas OLED en dispositivos portátiles de consumo utilizan algún tipo de diseño de subpíxel Pentile".
- Apple iPhone X[12]
- Apple iPhone XS y XS Max[13]
- Apple iPhone 11 Pro y 11 Pro Max
- Apple iPhone 12 y 12 Mini
- Apple iPhone 12 Pro y 12 Pro Max
- Apple iPhone 13 y 13 Mini
- Apple iPhone 13 Pro y 13 Pro Max
- Apple iPhone 14 y 14 Plus
- Apple iPhone 14 Pro y 14 Pro Max[14]
- BlackBerry Q10[15]
- Dell Venue Pro
- Galaxy Nexus[16]
- HTC One S
- HTC Desire (Solo variantes AMOLED)
- HTC Vive
- Huawei Ascend P1
- Huawei Mate 20 Pro
- Huawei P30
- Huawei P30 Pro
- Microsoft Lumia 650
- Motorola RAZR i[17]
- Motorola Droid 3
- Moto X (2.ª generación)[18]
- Nexus One[19]
- Nexus S (Solo variantes Super AMOLED)
- Nexus 6
- Nexus 6P
- Nokia N9
- Nokia Lumia 730 y Nokia Lumia 735
- Nokia Lumia 800
- Nokia Lumia 925
- Nokia Lumia 928
- Nokia Lumia 1020
- Oculus Rift
- Oculus Quest
- OnePlus 3
- OnePlus 3T
- OnePlus 5
- OnePlus 5T
- OnePlus 6
- OnePlus 6T
- Pantech Burst
- Pixel
- Pixel XL
- Pixel 2
- Pixel 2 XL
- Pixel 3
- Pixel 3 XL
- Samsung Galaxy S
- Samsung Galaxy S Plus
- Samsung Galaxy S III
- Samsung Galaxy S III Mini[20]
- Samsung Galaxy S4[21]
- Samsung Galaxy S5
- Samsung Galaxy S6
- Samsung Galaxy S6 Active
- Samsung Galaxy S6 Edge
- Samsung Galaxy S6 Edge+
- Samsung Galaxy S7
- Samsung Galaxy S7 Edge
- Samsung Galaxy S8
- Samsung Galaxy S8+
- Samsung Galaxy S8 Active
- Samsung Galaxy S9
- Samsung Galaxy S9+
- Samsung Galaxy S10e, S10, S10+ y S10 5G
- Samsung Galaxy S20, S20+ y S20 Ultra
- Samsung Galaxy S21, S21+ y S21 Ultra
- Samsung Galaxy Note
- Samsung Galaxy Note 3
- Samsung Galaxy Note 4
- Samsung Galaxy Note 5
- Samsung Galaxy Note 7
- Samsung Galaxy Note 8
- Samsung Galaxy Note 9
- Samsung Galaxy Tab S 8.4
- Samsung Wave S8500
- Samsung Ativ S
- Samsung NX10[22]
- Sony Xperia XZ3
- Xiaomi Mi A3[23]

## PenTile RGBW

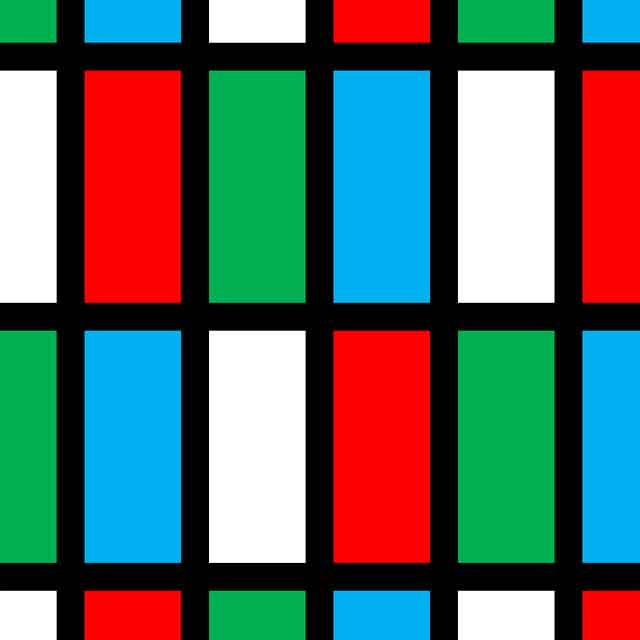
Imagen ampliada de la unidad RGBW

La tecnología PenTile RGBW, utilizada en LCD, agrega un subpíxel adicional a los subpíxeles rojos, verdes y azules tradicionales que es un área clara sin material de filtrado de color y con el único propósito de dejar pasar la luz de fondo, por lo tanto, W para blanco. Esto hace posible producir una imagen más brillante en comparación con una matriz RGB usando la misma cantidad de energía, o producir una imagen igualmente brillante usando menos energía.
El diseño PenTile RGBW utiliza cada subpíxel rojo, verde, azul y blanco para presentar información de luminancia de alta resolución a las células de cono de detección de rojo y verde de los ojos humanos, mientras usa el efecto combinado de todos los subpíxeles de color para presentar información cromática (color) de resolución a los tres tipos de celdas cónicas. Combinado, esto optimiza la coincidencia de la tecnología de visualización con los mecanismos biológicos de la visión humana. El diseño utiliza un tercio menos de subpíxeles para la misma resolución que el diseño de franjas RGB (RGB-RGB), a pesar de tener cuatro colores primarios en lugar de los tres convencionales, utilizando la representación de subpíxeles combinada con la representación metámera. La representación metámera optimiza la distribución de energía entre el subpíxel blanco y los subpíxeles combinados rojo, verde y azul: W <> RGB, para mejorar la nitidez de la imagen.
El chip del controlador de pantalla tiene un convertidor de espacio vectorial de color RGB a RGBW y un algoritmo de asignación de gama, seguido de algoritmos de representación de metámeros y subpíxeles. Para mantener la calidad del color saturado, para evitar errores de contraste simultáneos entre los colores saturados y el brillo blanco máximo, y al mismo tiempo reducir los requisitos de energía de la retroiluminación, el brillo de la retroiluminación de la pantalla está bajo el control del motor del controlador PenTile. Cuando la imagen tiene principalmente colores desaturados, casi blancos o grises, el brillo de la luz de fondo se reduce significativamente, a menudo a menos del 50% del pico, mientras que los niveles de la pantalla LCD aumentan para compensar. Cuando la imagen tiene colores saturados muy brillantes, el brillo de la luz de fondo se mantiene en niveles más altos. El PenTile RGBW también tiene un modo de alto brillo opcional que duplica el brillo de las áreas de imágenes en color desaturadas, como el texto en blanco y negro, para una mejor visibilidad en exteriores.

### Dispositivos
- Motorola MC65[27]
- Motorola ES55[28]
- Motorola ES400[29]
- Motorola Atrix 4G[30]
- Samsung Galaxy Note 10.1 versión 2014
- Lenovo Yoga 2 Pro
- Lenovo Yoga 3 Pro
- HP ENVY TouchSmart 14-k022tx Sleekbook
- MSI GS60 Ghost Pro 4K
- Lenovo IdeaPad Y50 4K
- Asus ZenBook UX303LN 4K
- Asus ZenBook Pro UX501JW
- LG UH7500, 6500 y 6100
- LG ThinQ G7 y G7+
- Oculus Quest 1

## Controversia
Una controversia en curso con respecto a la definición o medición de la resolución de las pantallas planas subpixeladas en color llevó a muchas personas a cuestionar las afirmaciones de resolución de los productos de visualización PenTile. para cuestionar las afirmaciones de resolución de los productos de visualización PenTile. Los periodistas han señalado que en "casi todos los televisores de pantalla plana que existen, cada píxel es compuesto por un subpíxel (RGB) rojo, uno verde y uno azul, todos de tamaño uniforme". En las pantallas planas tradicionales, la resolución se define por el número de subpíxeles rojos, verdes y azules, en grupos de tres , en una matriz en cada eje. Como resultado, cada píxel o grupo de subpíxeles puede mostrar cualquier color en la pantalla, independientemente de los píxeles vecinos. Este no es el caso de las pantallas PenTile.
El método de la Video Electronics Standards Association (VESA) para medir y definir la resolución en pantallas a color consiste en medir el contraste de los pares de líneas, lo que requiere un mínimo de 50% de contraste Michelson para pantallas destinadas a representar texto. Los desarrolladores de pantallas PenTile usan este VESA criterio de contraste de pares de líneas para calcular las resoluciones especificadas. En el diseño RGBG, los subpíxeles rojos y azules alternativos se 'comparten' o submuestrean con los píxeles vecinos. Debido a la densidad de subpíxeles un tercio más baja en las pantallas PenTile, la estructura de píxeles puede ser más visible en comparación con las pantallas de franjas RGB con la misma densidad de píxeles. la estructura de píxeles puede ser más visible en comparación con las pantallas de franjas RGB con la misma densidad de píxeles. La pérdida de subpíxeles para una especificación de resolución determinada ha llevado a algunos periodistas a describir el uso de PenTile como una "práctica turbia" y una "especie de trampa".
Para una especificación de tamaño y resolución determinada, la pantalla PenTile puede aparecer granulada, pixelada, moteada, con texto borroso en algunos colores y fondos saturados en comparación con el color de franja RGB. Este efecto se entiende causado por la restricción del número de subpíxeles que pueden participar en la reconstrucción de la imagen cuando los colores están muy saturados a los primarios. En el caso de RGBW, esto se debe a que el subpíxel W no estará disponible para mantener el color saturado. En el caso de RGBG, este efecto ocurrirá cuando el límite de color sea principalmente rojo o azul, ya que el subpíxel completamente poblado (un verde por píxel) no puede contribuir. Para todos los demás casos, el texto y especialmente las imágenes a todo color se reconstruyen de manera efectiva.

## Ventajas y desventajas
El diseño PenTile reduce la cantidad de subpíxeles necesarios para crear una resolución específica. En consecuencia, es posible lograr una resolución HD en una pantalla PenTile AMOLED a un costo más bajo que otras tecnologías, y la mayoría de los revisores señalan que las pantallas con resolución de "300 ppi" (según VESA, no píxeles completos) (como el Samsung Galaxy S III) hacen el efecto PenTile es menos obvio que las pantallas PenTile de menor resolución (Droid Razr). La segunda ventaja es un menor consumo de energía: el uso de una pantalla PenTile en el HTC One S lo hace más eficiente energéticamente y más delgado que las pantallas LCD equivalentes, lo que le brinda una mejor duración de la batería que la pantalla LCD IPS del HTC One X. Una pantalla PenTile AMOLED también es más económica que una AMOLED de franja RGB.
Según Samsung, las pantallas PenTile AMOLED tienen una vida útil más larga debido a que tienen menos subpíxeles azules.
La mayoría de las pantallas PenTile utilizan cuadrículas rectangulares de píxeles verdes y azules/rojos alternos. Sin embargo, el Samsung Galaxy S4 utiliza una matriz PenTile Diamond Pixel, en la que los píxeles verdes son ovalados y se repiten en una sola línea, mientras que los píxeles rojos y azules son más grandes y se alternan entre las líneas verdes, lo que garantiza colores más uniformes con menos aberraciones en comparación con los pantalla PenTile de generación anterior en el Galaxy S III.

## Recepción
Las pantallas PenTile para teléfonos inteligentes han recibido una recepción mixta. Por ejemplo, la pantalla del Motorola Atrix 4G tenía "colores imprecisos y ángulos de visión deficientes, sin mencionar el texto prácticamente ilegible en su zum más lejano". Además, en una comparación entre el Droid Razr original y el RAZR V más económico, se encontró que la pantalla LCD TN TFT del RAZR V (una pantalla LCD de gama baja, en comparación con la pantalla LCD de panel IPS de gama alta) es mucho más nítida que la Super AMOLED del Droid Razr. PenTile ha avanzado a pesar de que ambas pantallas usan la misma 'resolución'.